# Among My Swan
Among My Swan è il terzo album dei Mazzy Star, pubblicato nel 1996 dalla Capitol Records. Benché non contenga nessuna canzone che sia entrata nella Billboard Hot 100 statunitense, a differenza del suo predecessore So Tonight That I Might See, questo album ha fatto comunque raggiungere alla band la posizione più alta nella Official Singles Chart, quando il singolo Flowers in December si è piazzato al 40º posto nel novembre 1996. Il secondo singolo, I've Been Let Down, non è entrato in classifica né in Gran Bretagna né negli Stati Uniti.

## Il disco
Among My Swan fa meno affidamento sugli effetti di eco che erano pressoché onnipresenti in ogni traccia dei due precedenti album. La voce di Hope Sandoval è accoppiata a una strumentazione acustica semplice che contraddistingue la maggior parte delle tracce. L'accompagnamento con chitarra e armonica in I've Been Let Down è un primo esempio di ciò. Le diverse tracce comunque non si discostano notevolmente dalle sonorità dei lavori precedenti.
Dopo Among My Swan e il singolo I've Been Let Down nel 1996, la formazione – anche se mai ufficialmente sciolta – non ha pubblicato nulla per circa vent'anni prima dell'album Seasons of Your Day del 2013. La cantante Hope Sandoval ha nel frattempo intrapreso il nuovo progetto Hope Sandoval & The Warm Inventions, che nel 2001 ha portato all'incisione dell'album Bavarian Fruit Bread.

## Tracce
Testi e musiche di David Roback e Hope Sandoval.
1. Disappear – 4:04
2. Flowers in December – 4:57
3. Rhymes of an Hour – 4:12
4. Cry, Cry – 3:58
5. Take Everything – 4:53
6. Still Cold – 4:48
7. All Your Sisters – 5:16
8. I've Been Let Down – 3:17
9. Roseblood – 4:51
10. Happy – 3:58
11. Umbilical – 4:59
12. Look on Down from the Bridge – 4:47

## Formazione

### Gruppo
- Hope Sandoval - voce; armonica; percussioni
- David Roback - chitarre; tastiere; altri strumenti
- William Cooper - archi
- Keith Mitchell - batteria
- Jill Emery - basso

### Ospiti
- William Reid - chitarra (traccia 5)
- Aaron Sherer - batteria (tracce 5,6)